# Anobium
Genre
Anobium est un  genre de coléoptères de la famille des Anobiidae.

## Liste des espèces
Selon BioLib (12 août 2024) :
- Anobium cymoreki Español, 1963
- Anobium hederae Ihssen, 1949
- Anobium inexspectatum Lohse, 1954
- Anobium punctatum (De Geer, 1774) - petite vrillette